# Bisbat de Cunàvia
El bisbat de Cunàvia (llatí: Dioecesis Chunaviensis) és una seu suprimida i titular de l'Església catòlica a Albània.

## Història
Els orígens de la diòcesi de Cunavia són incerts, la seu de la qual es pot situar a la vall alta del riu Mat, al centre d'Albània.
La diòcesi de Cunàvia (ecclesia Chonubiesem) està atestada a l'època romana d'Orient a la Notitia Episcopatuum del patriarcat de Constantinoble, des de principis del segle ix fins al segle xii a la província d'Epirus Novus; a les Notitiae, la diòcesi de Χουνάβια figura entre les sufragànies de l'arxidiòcesi de Durazzo, juntament amb les diòcesis de Stefaniaco, Krujë i Lezhë. No es coneix cap bisbe grec per aquesta seu.
A l'edat mitjana, després de la conquesta d'Albània pels angevins (Regnum Albaniae), Cunàvia va esdevenir una seu del ritu llatí (anomenat Cunaviensis o Canoviensis), vorejant les diòcesis de Stefaniaco i de Krujë. El primer bisbe conegut és Guillem de Montenegro, nomenat cap el 1311.
No és clar quin va ser l'últim bisbe residencial. L'Epir va ser envaït i devastat pels turcs a la primera meitat del segle xv. En la butlla de nomenament del bisbe Pietro Masio, es diu que el papa Innocenci VIII «providit de persona D. Petri Masii titulari Canoviensis vacanti per obitum D. Johannis Hermani illius ultimi episcopi». Per tant, és probable que amb aquest bisbe o amb el seu predecessor comenci la sèrie de bisbes titulars. Certament, tots els nomenats al segle xvi ho són.
A partir d'aquest moment la diòcesi fou donada en administració als bisbes de Durazzo; encara ho era així el 1669.
Segons un informe escrit per a Propaganda Fide (1641) queda clar que la catedral, que encara existeix, estava dedicada a Sant Joan Baptista; que la diòcesi, molt gran, tenia set sacerdots i uns 700 fidels, mentre que el nombre de fidels ortodoxos grecs era molt més gran; la diòcesi estava vacant i la jurisdicció sobre el seu territori era exercida pels bisbes veïns.
Avui Cunàvia sobreviu com a bisbat titular. 

## Cronologia episcopal
- Anònim † (citat el 1250)[5]
- Guglielmo di Montenegro † (abans del 1310[6] - 19 de setembre de 1318 nomenat bisbe de Santa Giusta)
- Bartolomeo, O.P. † (19 de setembre de 1319 - 23 de juny de 1320 nomenat bisbe de Segni)
  - Andrea di Krujë † (16 de juliol de 1320 - ?) (administrador apostòlic)
  - Giovanni di Hoyo † (? - 10 de juliol de 1325 deposat) (intrús)[7]
- Pietro † (? mort)
- Francesco di Genova, O.F.M. † (20 de desembre de 1372 - ?)
- Benigno, O.F.M. † (citat el 4 de maig de 1408)
- Martino † (2 de juny de 1410 - ?)
- Proculo † (vers 1420 mort)
- Progano † (? mort)
- Peregrino Biagio † (13 de juny de 1432 - ?)
- Guismata † (? mort)
- Radino † (28 de juliol de 1469 - ?)

## Cronologis de bisbes titulars
- Giovanni Ermanno † (? mort)
- Pietro Masio † (9 de maig de 1492 - ? mort)
- Sebastiano Nascimbeni † (9 de maig de 1492 - ?)
- Bernardino † (1512 - ?)
- Dionigi de Regatiis † (23 de març de 1517 - ? mort)
- Opicino Gentile † (12 d'abril de 1518 - ? mort)
- Giovanni Maria de Biglionibus † (27 de novembre de 1528 - ?)
- Gaspare, O.P. † (25 de maig de 1529 - ?)
- Giovanni Battista di San Nazzaro † (? mort)
- Pietro Francesco de Nobili † (25 de juny de 1544 - ?)
- Ippolito de' Rossi † (4 de setembre de 1560 - 4 de setembre de 1564 nomenat bisbe de Pavia)
- Joseph Brendan Houlihan, S.P.S. † (19 d'octubre de 1970 - 24 d'abril de 1971 renuncià)
- André Gustave Bossuyt † (3 d'agost de 1971 - 30 de juliol de 1974 mort)
- Szilárd Keresztes (7 gennaio 1975 - 30 de juny de 1988 nomenat eparca de Hajdúdorog)
- Guy Marie Alexandre Thomazeau (12 de novembre de 1988 - 14 de setembre de 1994 nomenat bisbe coadjutor de Beauvais)
- Murphy Nicholas Xavier Pakiam (1 d'abril de 1995 - 24 de maig de 2003 nomenat arquebisbe de Kuala Lumpur)
- Walter Allison Hurley (7 de juliol de 2003 - 21 de juny de 2005 nomenat bisbe de Grand Rapids)
- David Christopher McGough, (25 d'octubre de 2005 - 26 de març de 2023 mort)